# Villagonzalo Pedernales
Villagonzalo Pedernales község Spanyolországban, Burgos tartományban. Villagonzalo Pedernales Burgos, Villalbilla de Burgos, Albillos, Arcos de la Llana és Villariezo községekkel határos. Lakosainak száma 1882 fő (2024).

## Népesség
A település népessége az utóbbi években az alábbiak szerint változott:
| Lakosok száma | 829  | 1043 | 1245 | 1529 | 1637 | 1744 | 1764 | 1827 | 1853 | 1882 |
|               | 2001 | 2004 | 2006 | 2009 | 2011 | 2014 | 2016 | 2019 | 2021 | 2024 |